# St-Pierre (Vert-la-Gravelle)

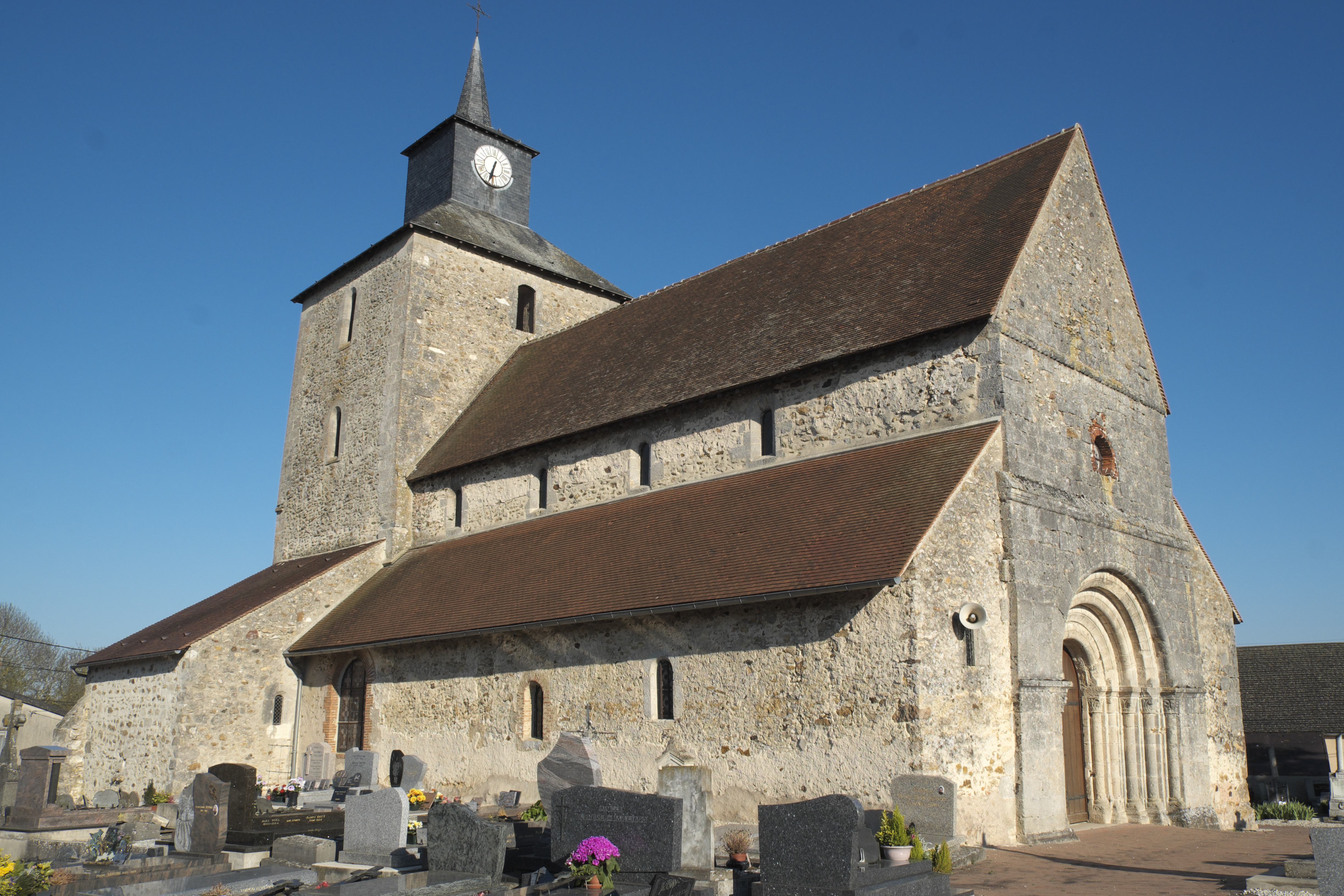
Kirche Saint-Pierre

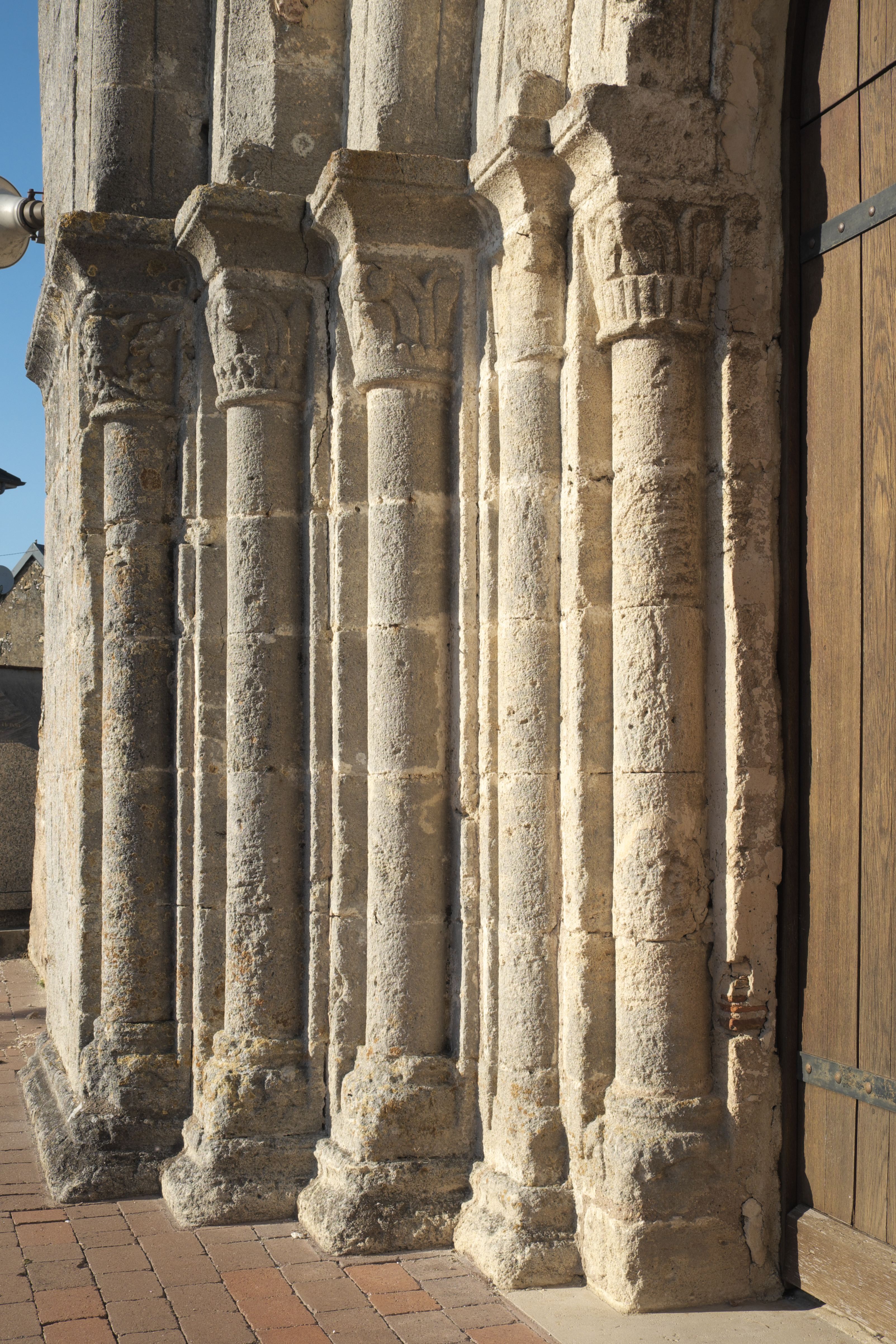
Säulen am Portal

Die katholische Kirche Saint-Pierre in Vert-la-Gravelle, einem Ortsteil der Gemeinde Vert-Toulon im Département Marne in der französischen Region Grand Est, ist eine romanische Kirche aus dem 12. Jahrhundert. Im Jahr 1934 wurde die dem Apostel Petrus geweihte Kirche, in der Wandmalereien aus dem 15./16. Jahrhundert erhalten sind, als Monument historique in die Liste der Baudenkmäler in Frankreich aufgenommen.

## Architektur

### Außenbau
Der schmucklose, quadratische Glockenturm ist auf allen vier Seiten von schmalen Rundbogenöffnungen durchbrochen. In einen schmalen Wandvorsprung an der Westfassade ist das rundbogige Portal eingeschnitten. Es wird von Archivolten und schlanken, mit Kapitellen verzierten Säulen gerahmt.

### Innenraum

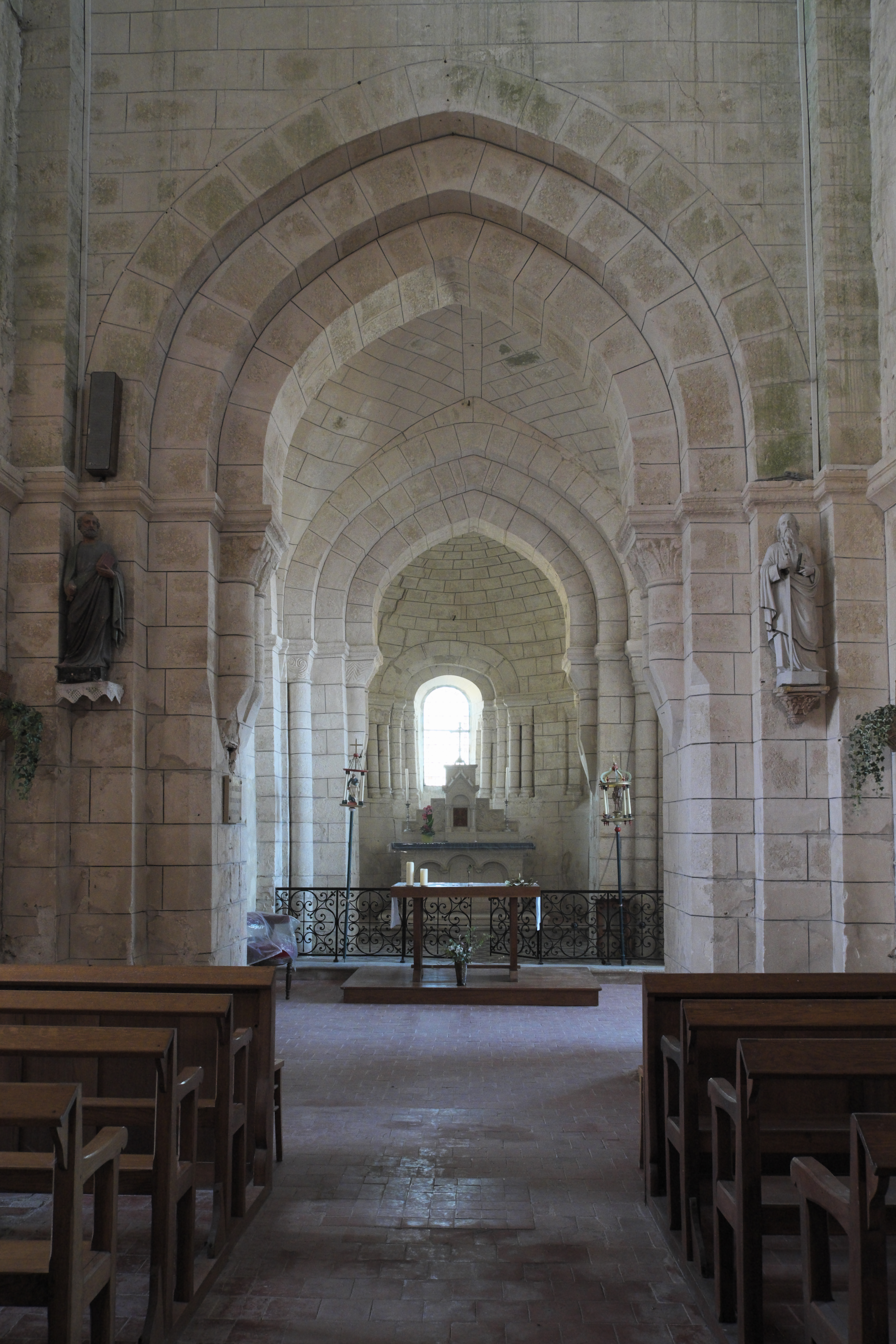
Innenraum

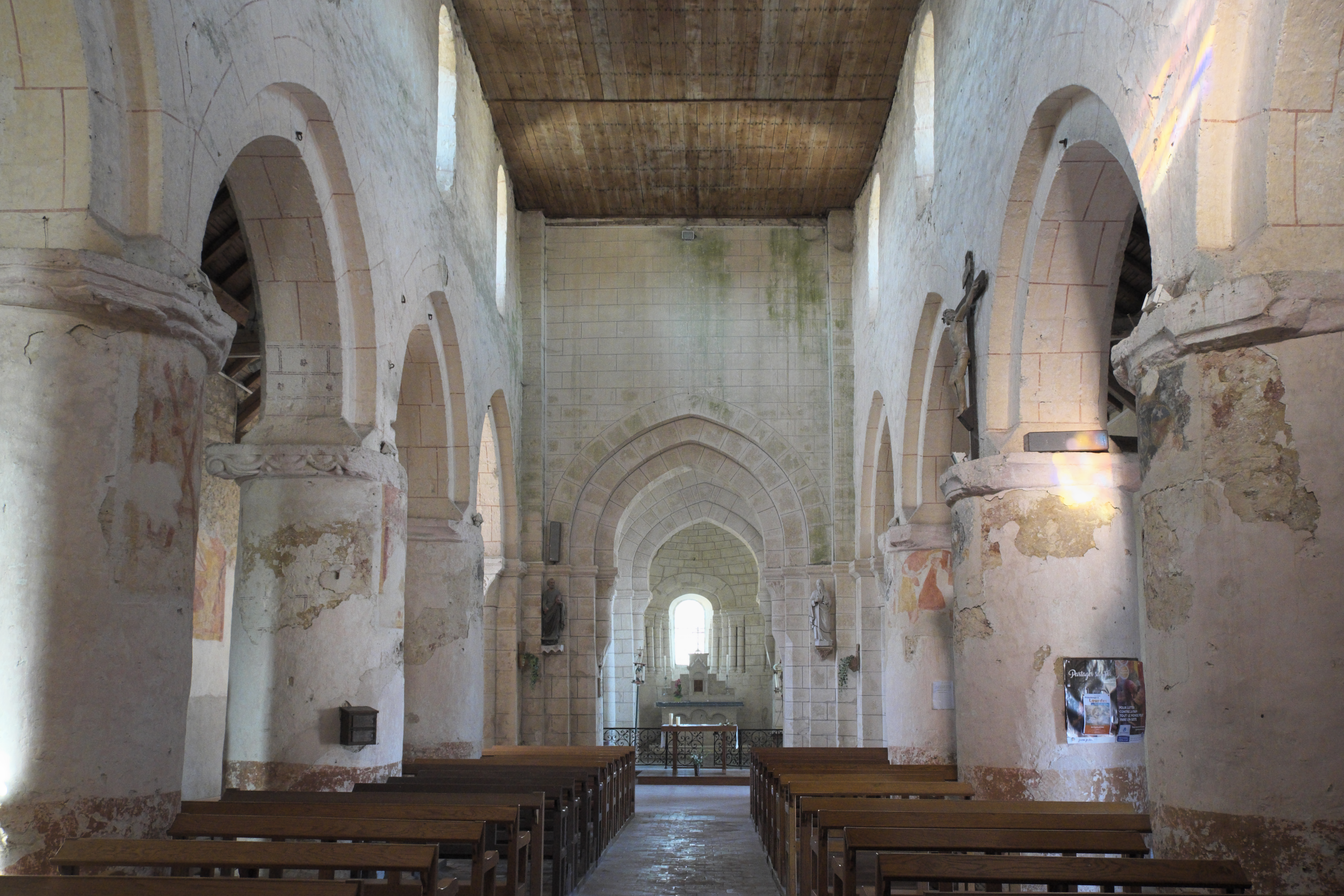
Langhaus

Die Kirche besteht aus einem dreischiffigen Langhaus mit vier Jochen, einem mit einem Kreuzgratgewölbe gedeckten Chorjoch, auf dem der Chorturm aufsitzt, und einer unregelmäßig dreiseitig geschlossenen Apsis. Im Norden schließt sich an den Chor die Sakristei an, im Süden eine Patronatskapelle, die im 16. Jahrhundert im Stil der Flamboyantgotik errichtet wurde. Chor und Glockenturm stehen nicht auf einer Achse mit dem Kirchenschiff, es besteht somit ein Achsknick in der Hauptachse. Die Apsis ist mit einer Kalotte gedeckt und wird von Rundbogenfenstern beleuchtet. Die Fenster sind von Archivolten umgeben, die auf kräftigen, profilierten Kämpfern aufliegen. Am Mittelfenster ruhen die Kämpfer auf Doppelsäulen, an den seitlichen Fenstern auf einfachen Säulen. Die Kapitelle sind – ähnlich wie die Kapitelle am Portal – mit stilisierten Blättern und geometrischem Dekor verziert.

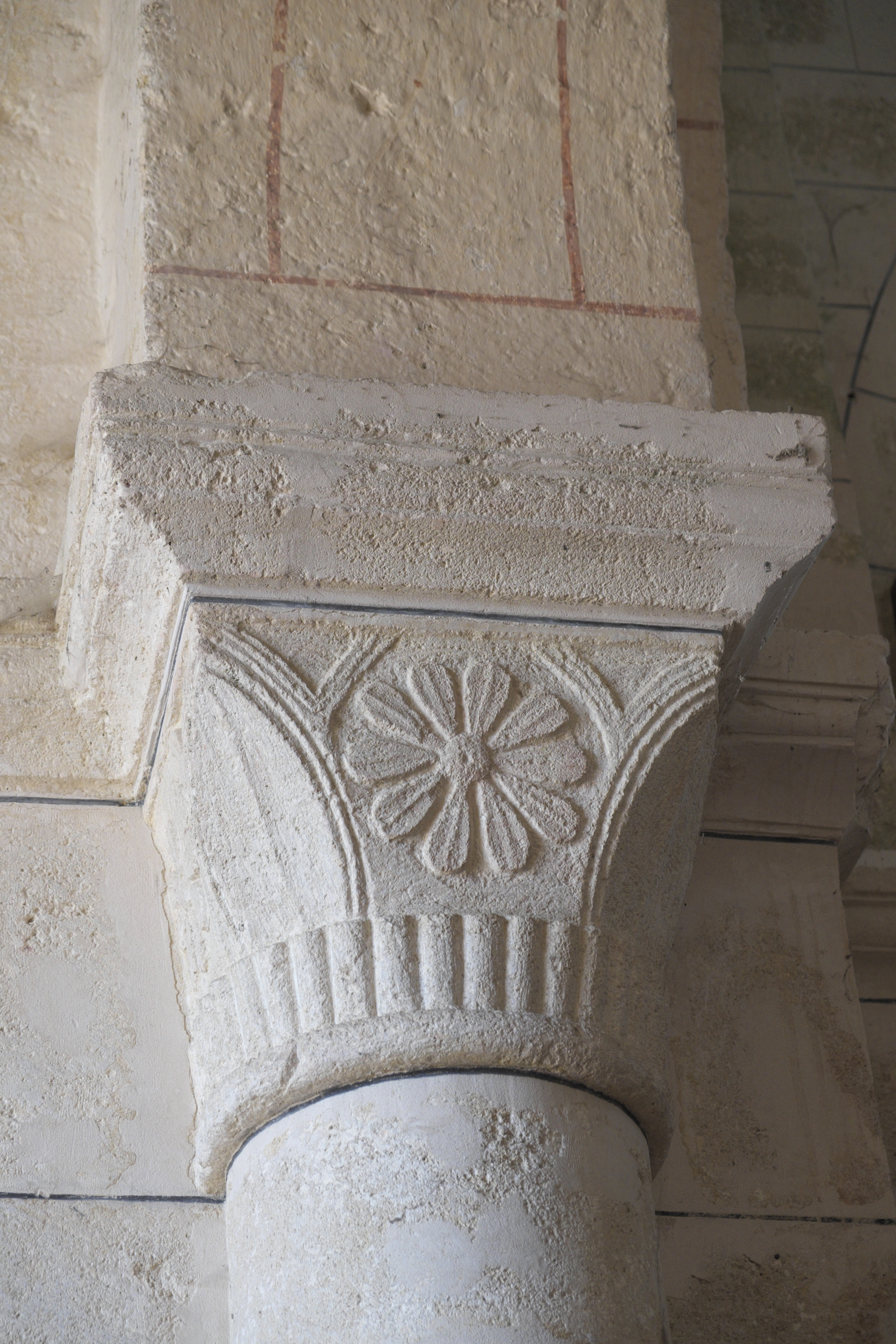
Kapitell
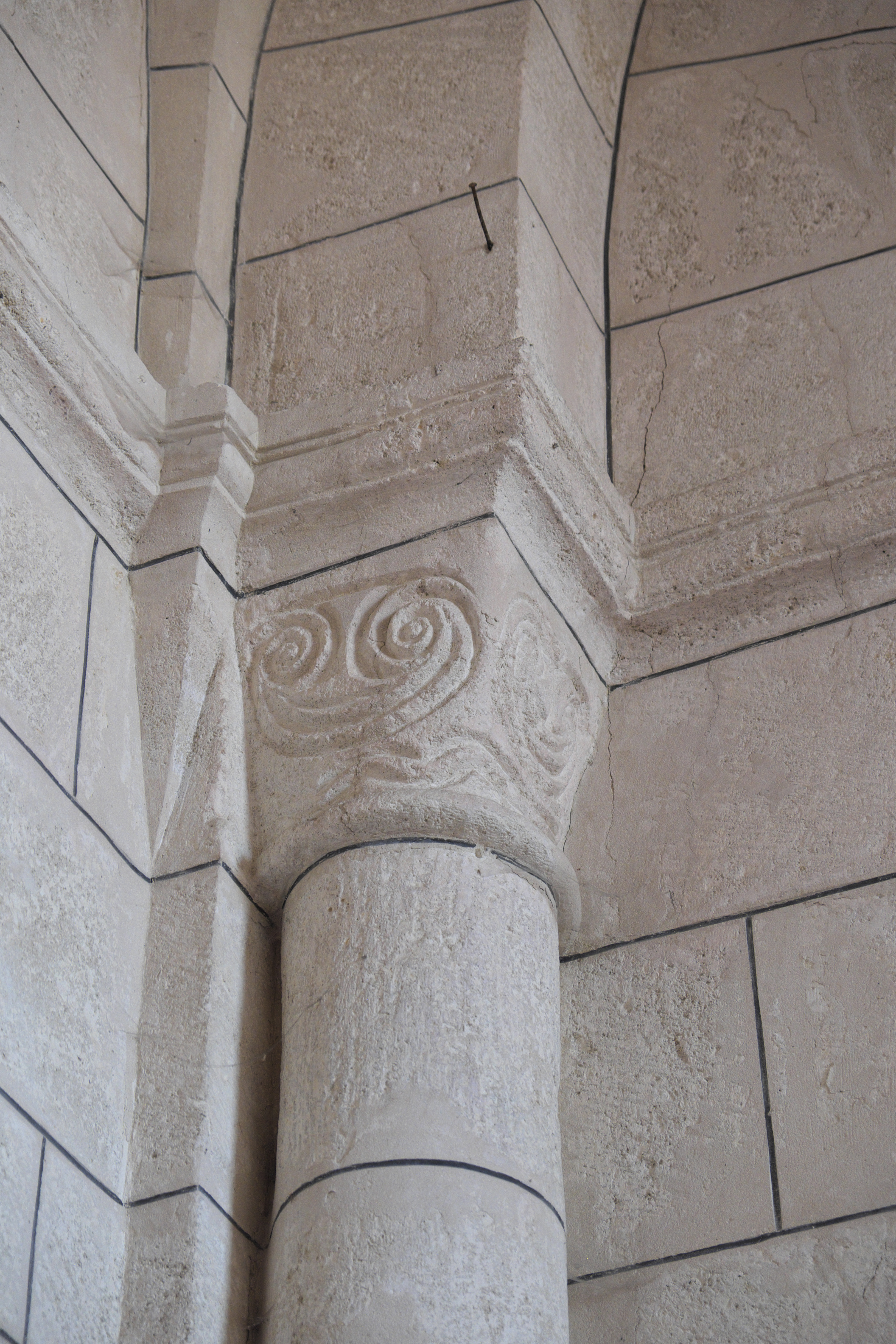
Kapitell
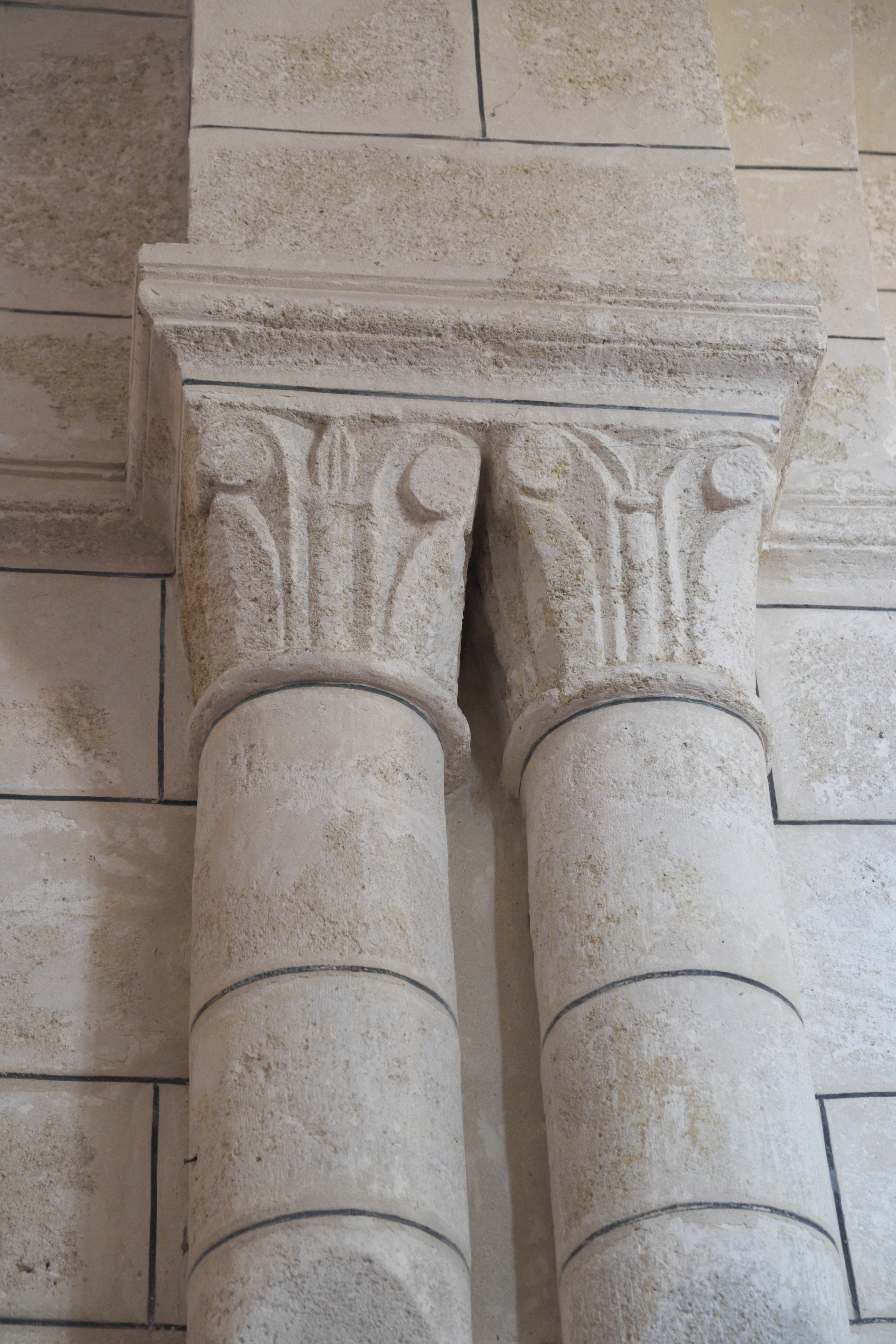
Doppelsäule mit Kapitellen

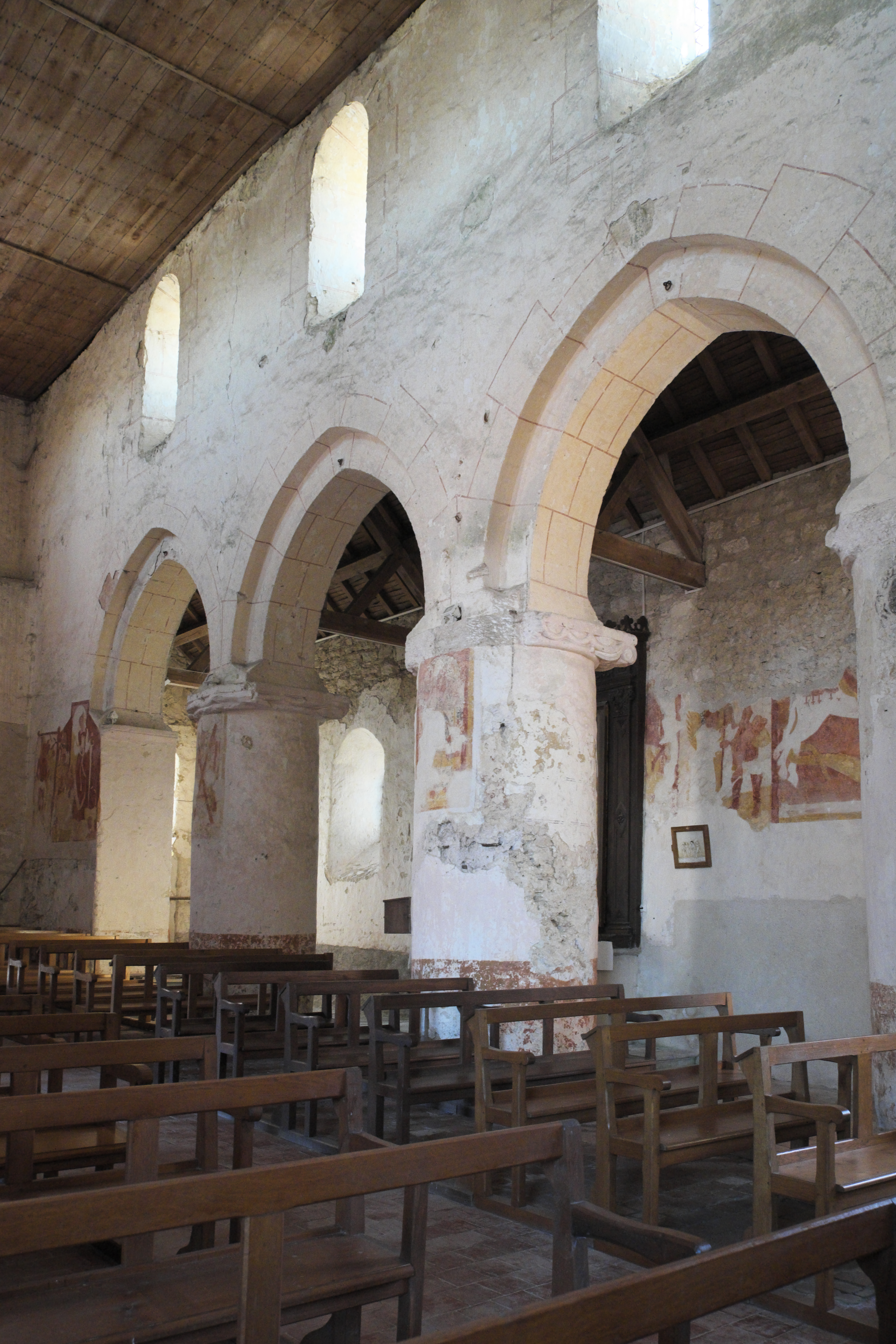
Langhaus

Das zweigeschossige Langhaus, das nie eingewölbt war, besitzt eine Holzdecke. Es wird von spitzbogigen Arkaden gegliedert, die von mächtigen Säulen mit quadratischen Kämpferplatten aufgefangen werden. Die Kämpfer weisen an ihren überstehenden Ecken groben Skulpturenschmuck auf. Die Mittelschiffwände sind oben von kleinen, rundbogigen Fenstern durchbrochen.

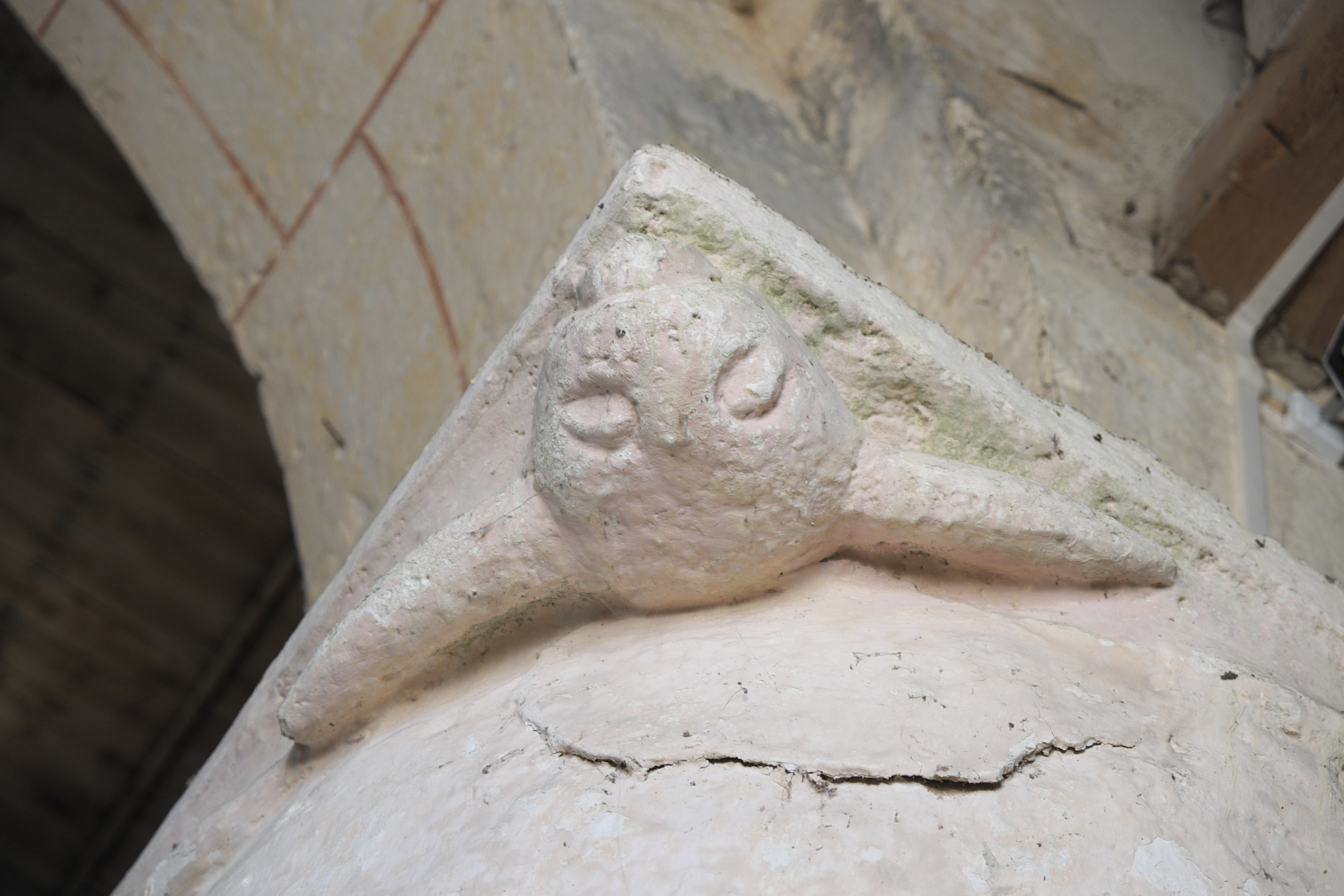
Kämpfer
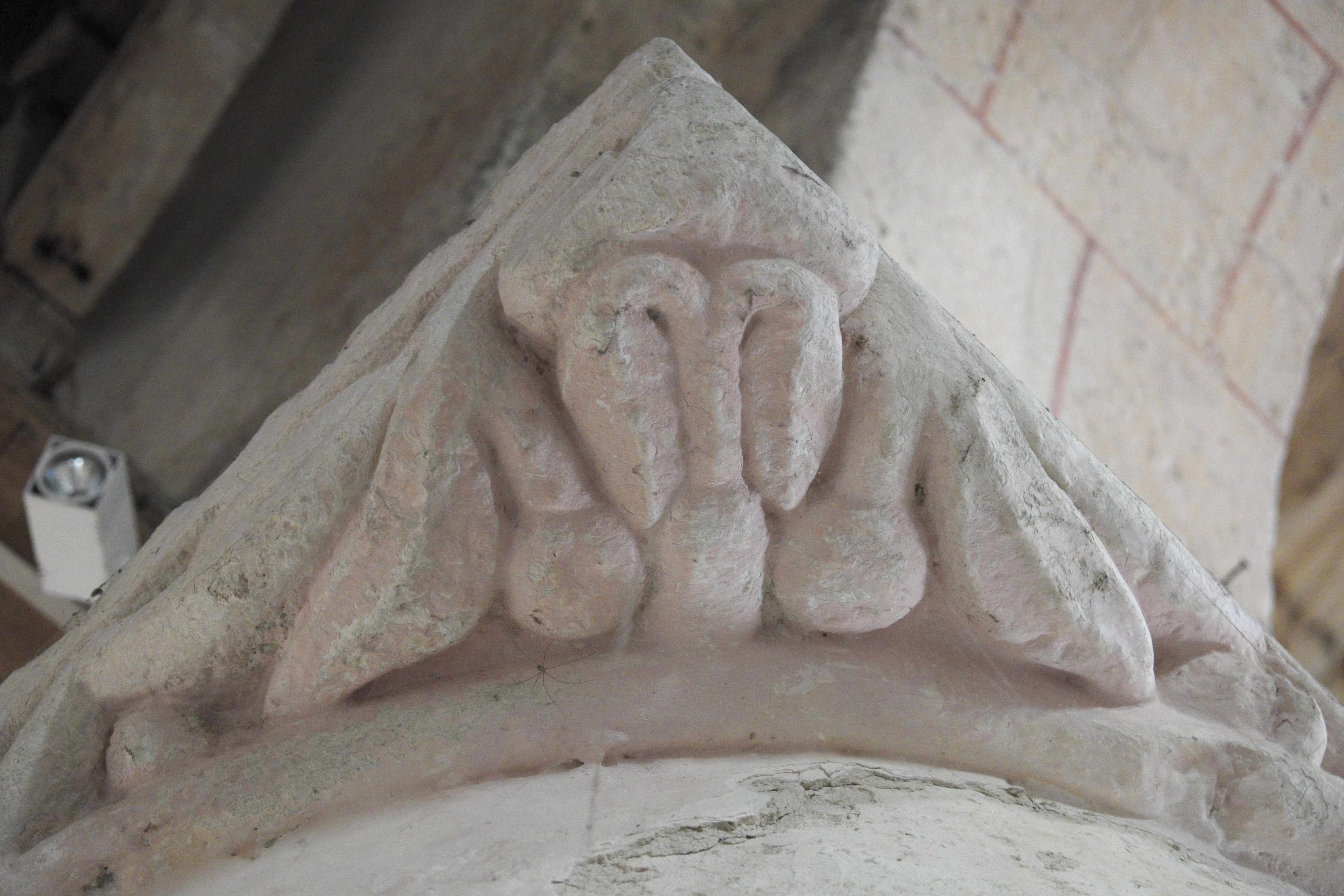
Kämpfer
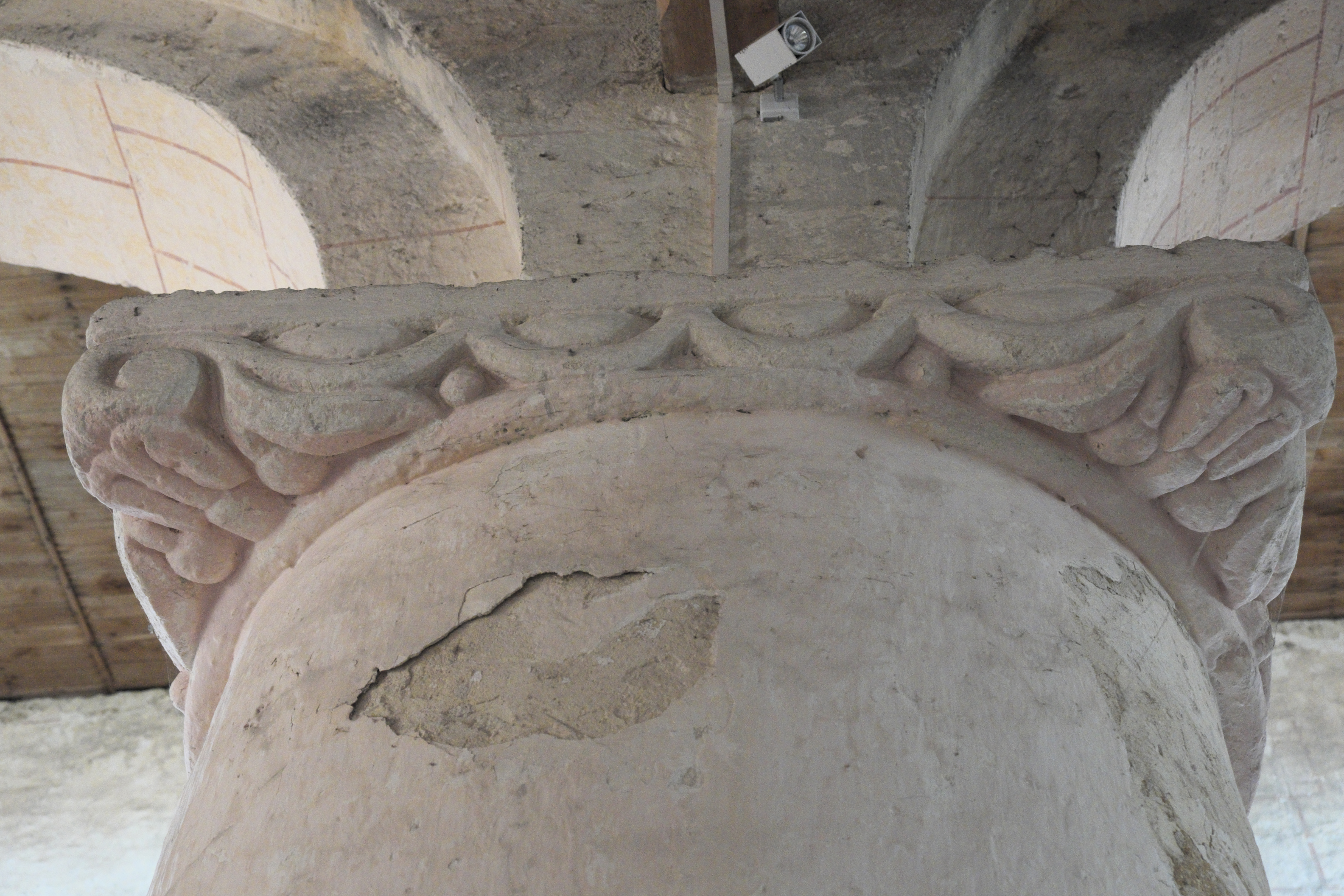
Kämpfer

## Wandmalereien
An den Säulen und den Wänden im Langhaus sind Wandmalereien erhalten, die in das 15./16. Jahrhunderts datiert werden. Die Szenen stellen Heilige und ihr Martyrium dar. Auf einer Szene ist vermutlich der heilige Georg dargestellt, der den Drachen besiegt.

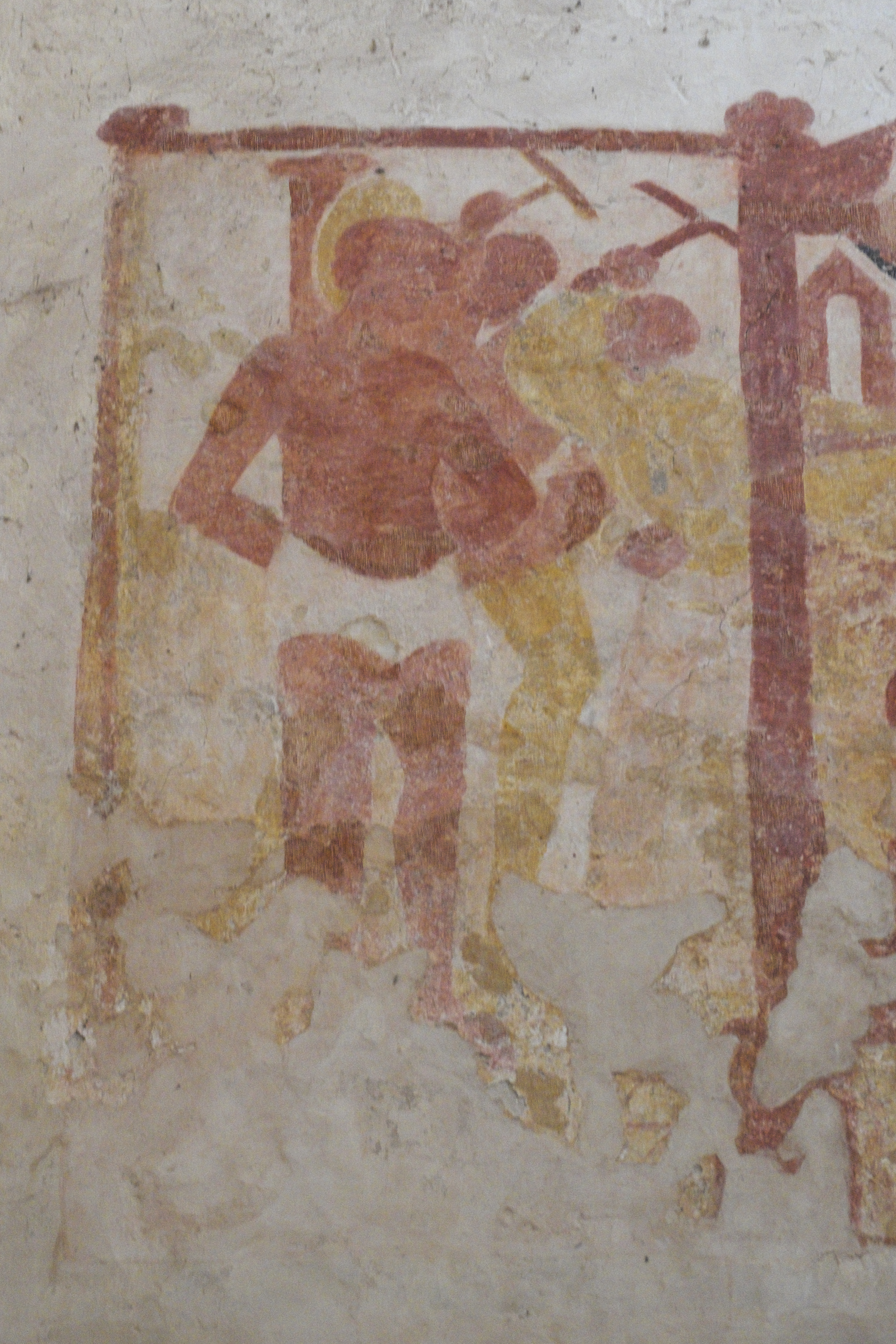
Martyrium
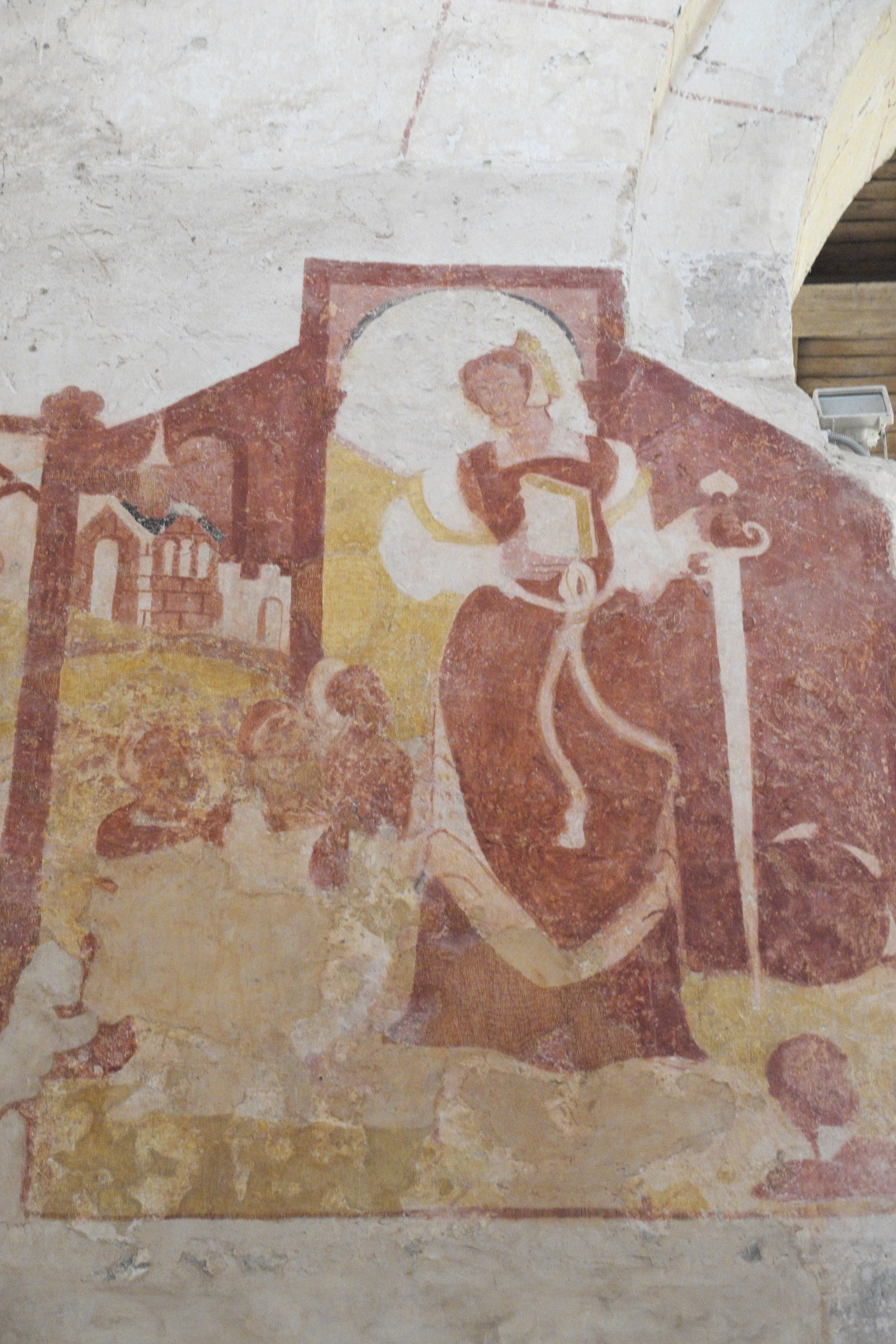
Heilige Katharina ?
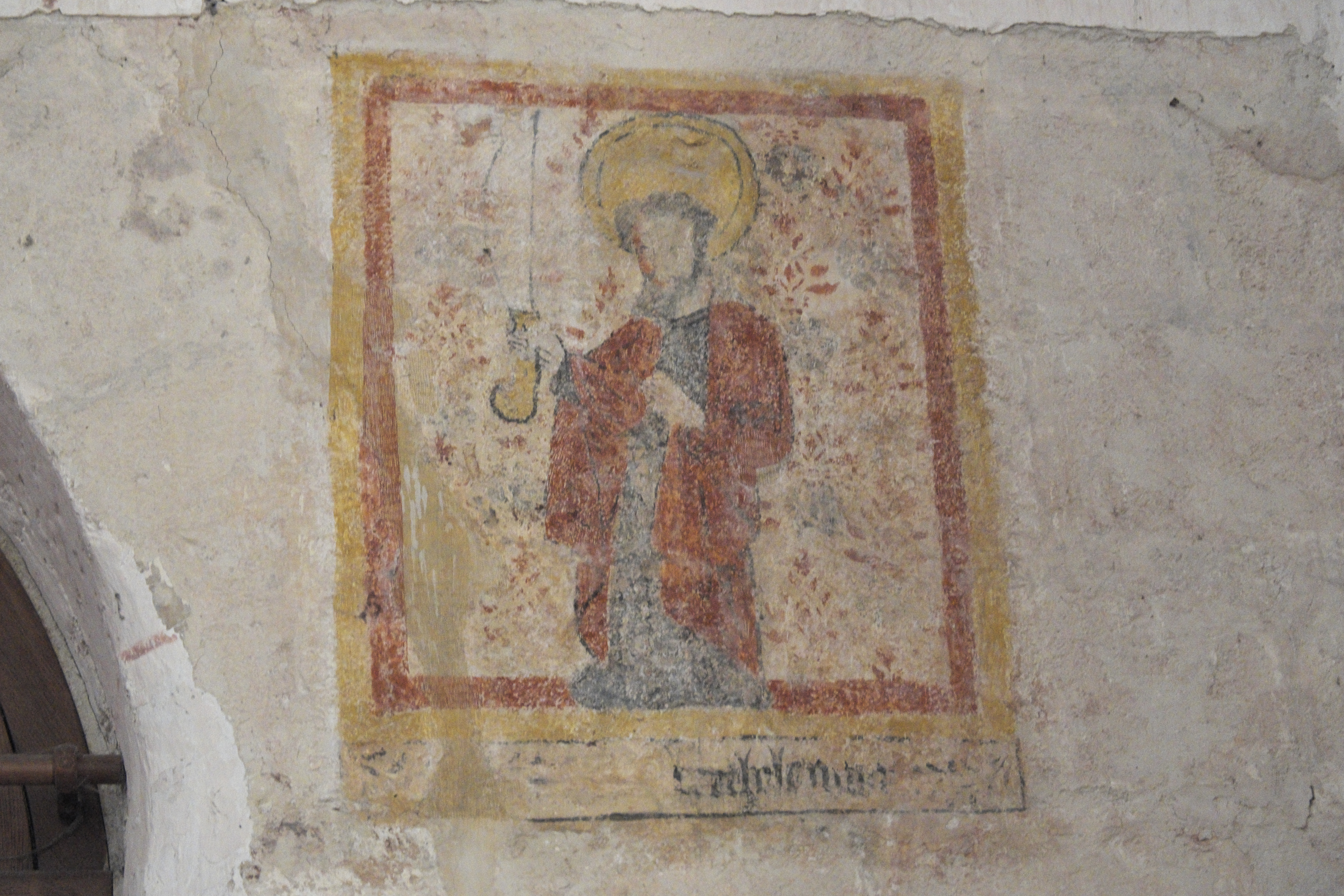
Heiliger
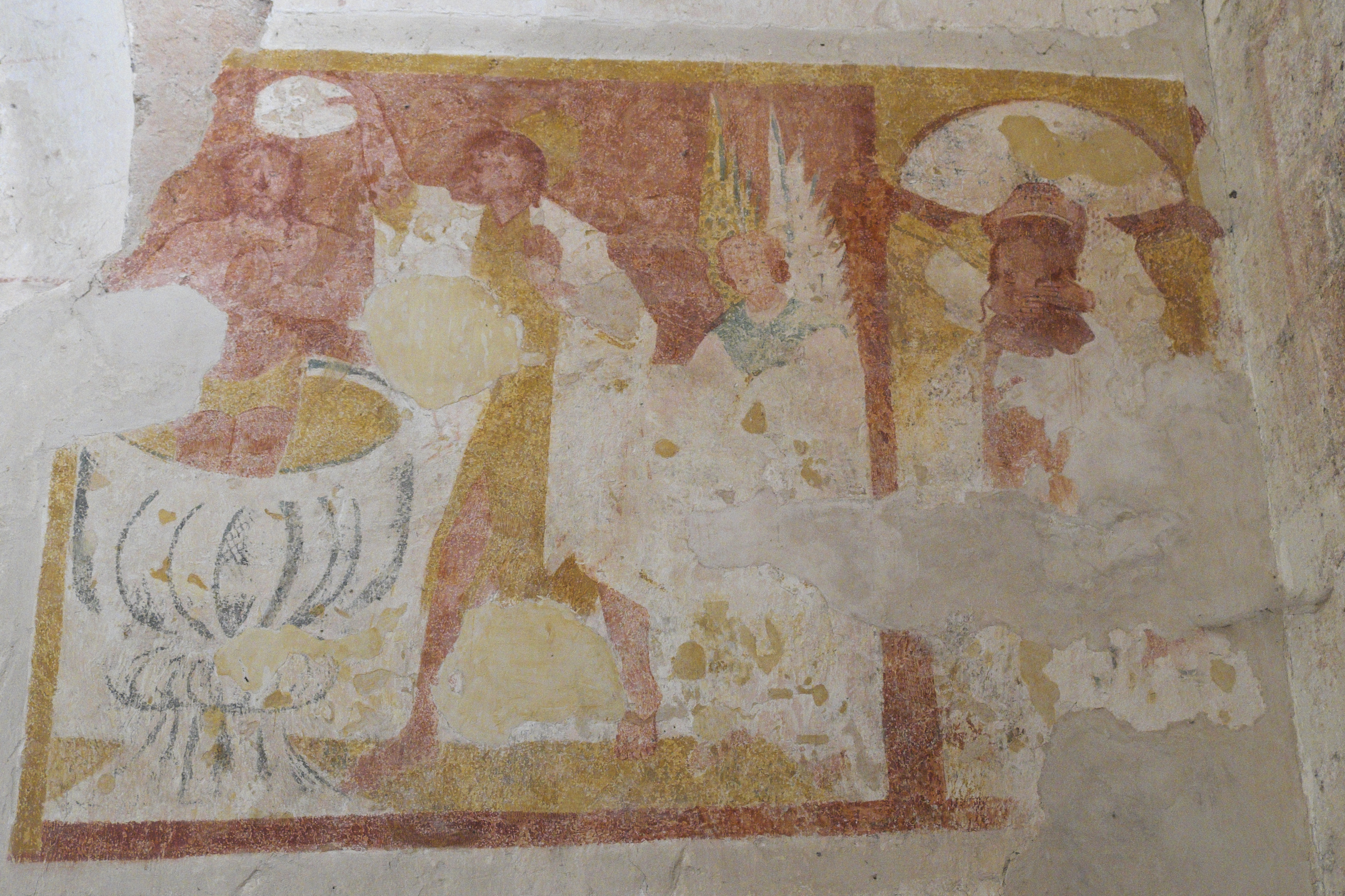
Martyrium
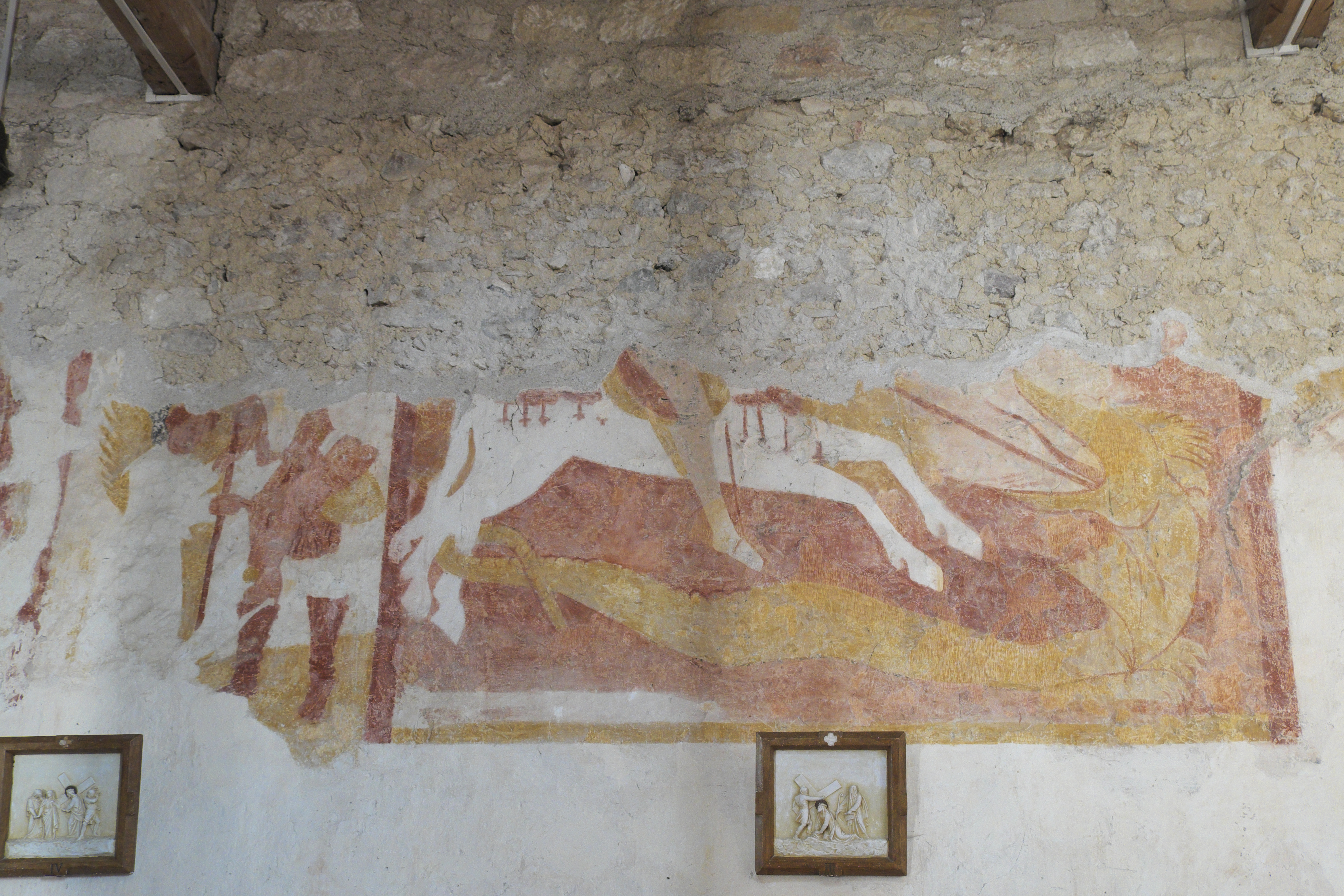
Heiliger Georg, der den Drachen besiegt